# تالار شهر فیلادلفیا
تالار شهر فیلادلفیا محل دولت شهرداری شهر فیلادلفیا، پنسیلوانیا در ایالات متحده می‌باشد. معماری این ساخنمان در سبک معماری دوم امپراتوری، تالار شهر خانه شورای شهر فیلادلفیا و دفتر شهردار فیلادلفیا می‌باشد.
این تالار به عنوان مقر دولت شهرداری شهر فیلادلفیا، اتاق‌های شورای شهر فیلادلفیا و دفاتر شهردار فیلادلفیا را در خود جای داده‌است. از این ساختمان همچنین به عنوان مقر منطقه یکم قضایی پنسیلوانیا استفاده می‌شود و دادگاه‌های مدنی، دادگاه‌های ایتام و دادگاه دادخواست‌های عمومی شهر فیلادلفیا را در خود جای داده‌است. این ساختمان همچنین محل دادگاه عالی پنسیلوانیا می‌باشد که علاوه برا این ساختمان جلسات خود را در هریسبورگ، پنسیلوانیا و در پییتسبورگ، پنسیلوانیا برگزار می‌کند.
تالار شهر فیلادلفیا از آجر، مرمر سفید و سنگ آهک ساخته شده‌است و بزرگترین ساختمان سنگ‌تراشی شده پابرجا در جهان است. در سال ۱۹۷۶، آن را به عنوان یک بنای تاریخی ملی تعیین کردند و در سال ۲۰۰۶ نیز توسط انجمن مهندسان عمران آمریکا به عنوان یک بنای ملی مهندسی عمران تاریخی نامگذاری شد.

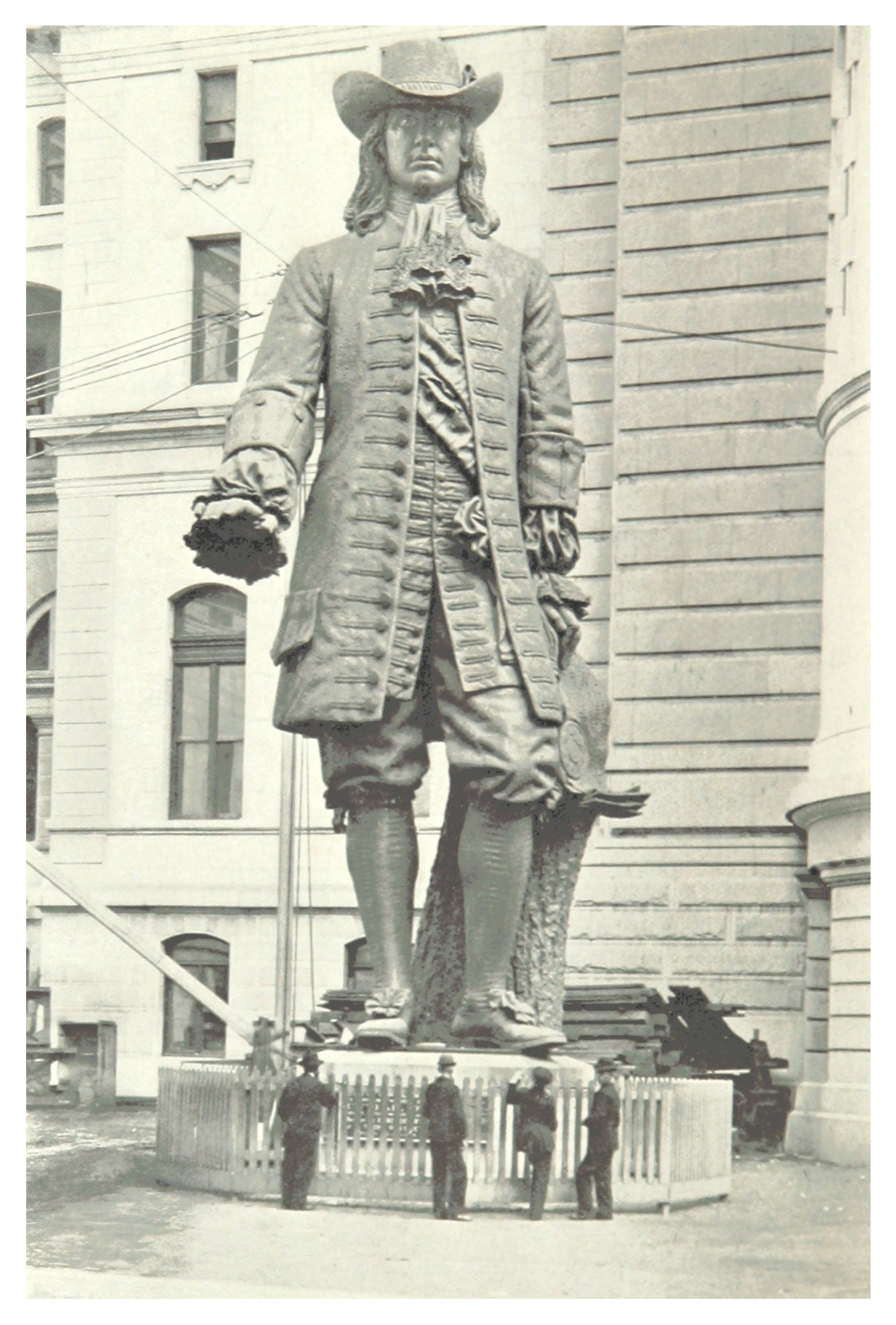
مجسمه ویلیام پن (کالدر) پیش از نصب بر بالای تالار شهر فیلادلفیا در سال ۱۸۹۴